# Annie Tomlin
Annie Tomlin (* in Michigan) ist eine US-amerikanische Autorin und Bloggerin. Bekannt wurde sie unter anderem als öffentliches Gesicht der Website Bella Sugar, Teil von Sugar Inc. Sie tritt als Modeexpertin in verschiedenen Medien auf. So beispielsweise bei USA Today, dem Shape-Magazin, der Onlinepräsenz von Fox News oder die Los Angeles Times.
Im Jahr 2010 war sie eine der prominenten Models für eine Brustkrebs-Aufmerksamkeitskampagne der Modefirma Estée Lauder. Sie ist eines der Aushängeschilder der sich etablierenden Szene der Schönheitsblogger in den USA.
Tomlin gründete 1996 ihre eigene Mode-Website, arbeitete danach ab 2000 für Oprah.com. 2005 war sie bei der Gründung Time Out Chicago dabei, bevor sie sich später Bella Sugar anschloss.
Neben ihren eigenen Websites war sie auch immer redaktionell an anderen Seiten wie Adios Barbie beteiligt. Als freie Autorin schreibt sie unter anderem für Alternative Press, Jane und Bust. Ihr inhaltliches Spektrum bei diesen Artikeln reicht von Mode über die SuicideGirls bis zu Squirrel fishing und Zahlensender.